# Gunn City
Gunn City – wieś w Stanach Zjednoczonych, w stanie Missouri, w hrabstwie Cass.